# オタベク・ホルマトフ
オタベク・ホルマトフ（英語: Otabek Kholmatov、ウズベク語: Otabek Shuxrat oʻgʻli Xolmatov、ロシア語: Отабек Холматов、1998年7月22日 - ）は、ウズベキスタンのプロボクサー。シルダリヤ州シルダリヤ出身。

## 来歴

### アマチュア時代
2016年11月、AIBA世界ユース選手権にフライ級（52kg）で出場し、準決勝で堤駿斗に判定で敗れ銅メダルを獲得した。

### プロ時代
2021年8月13日、フロリダ州キシミーのオシオラ・ヘリテージ・パークでプロデビュー戦を行い、1回2分58秒KO勝ち。
2023年3月4日、ニューカッスル・アポン・タインのメトロ・ラジオ・アリーナにてルイス・リトソン対オハラ・デービスの前座でWBA世界フェザー級1位のトーマス・パトリック・ウォードとWBA世界フェザー級挑戦者決定戦を行い、5回2分58秒TKO勝ちを収めた。
2023年5月、WBAはWBA世界フェザー級王者リー・ウッドにホルマトフと防衛戦を行うよう指令していたが、ウッドがジョシュ・ワーリントン戦後にスーパーフェザー級転向を表明し10月17日に王座を返上したため、2024年3月2日にWBA世界フェザー級1位のホルマトフと同級2位のレイモンド・フォードのWBA世界フェザー級王座決定戦が行われることとなった。2023年11月、ホルマトフを擁するトップランク社とフォードを擁するマッチルーム・スポーツ・USAによる入札が行われ、トップランク社がマッチルーム・スポーツ・USAの提示額25万5555ドルを上回る31万7500ドルで落札し、報酬はホルマトフとフォード共に50%に当たる15万8750ドルとなった。
2024年3月2日、ニューヨーク州ヴェローナのターニング・ストーン・リゾート・アンド・カジノ内ターニング・ストーン・イベント・センターでWBA世界フェザー級2位のレイモンド・フォードとWBA世界フェザー級王座決定戦を行い、12回2分53秒TKO負けを喫しプロ初黒星と同時に王座獲得に失敗した。

## 戦績
- プロボクシング：14戦 13勝 (12KO) 1敗

| 戦           | 日付           | 勝敗 | 時間     | 内容    | 対戦相手                       | 国籍           | 備考                          |
| ------------ | -------------- | ---- | -------- | ------- | ------------------------------ | -------------- | ----------------------------- |
| 1            | 2021年8月13日  | ☆    | 1R 2:58  | KO      | マルセロ・ウィリアムズ         | ブラジル       | プロデビュー戦                |
| 2            | 2021年8月27日  | ☆    | 3R 0:52  | TKO     | カルロス・オヴァンド           | ドミニカ共和国 |                               |
| 3            | 2021年9月10日  | ☆    | 1R 2:40  | KO      | ロベルト・ロペス               | コロンビア     |                               |
| 4            | 2021年10月23日 | ☆    | 2R 1:51  | KO      | フアン・ガブリエル・メディナ   | ドミニカ共和国 |                               |
| 5            | 2021年10月28日 | ☆    | 3R       | KO      | パブロ・ゴメス                 | コロンビア     |                               |
| 6            | 2021年11月4日  | ☆    | 3R 2:45  | KO      | ペドロ・ラミレス               | コロンビア     |                               |
| 7            | 2021年11月10日 | ☆    | 3R 2:06  | KO      | エステビン・ヘレーラ           | コロンビア     |                               |
| 8            | 2021年12月4日  | ☆    | 2R 2:56  | TKO     | フアン・カルロス・ペーニャ     | ドミニカ共和国 |                               |
| 9            | 2021年12月21日 | ☆    | 4R 0:38  | TKO     | エイドリアン・モレル・ソリス   | ドミニカ共和国 |                               |
| 10           | 2022年3月26日  | ☆    | 12R      | 判定3-0 | アンドラニク・グリゴリアン     | アルメニア     |                               |
| 11           | 2023年3月4日   | ☆    | 5R 2:58  | TKO     | トーマス・パトリック・ウォード | イギリス       | WBA世界フェザー級挑戦者決定戦 |
| 12           | 2023年12月9日  | ☆    | 8R 2:31  | TKO     | バラム・エルナンデス・アコスタ | メキシコ       |                               |
| 13           | 2024年3月2日   | ★    | 12R 2:53 | TKO     | レイモンド・フォード           | アメリカ合衆国 | WBA世界フェザー級王座決定戦   |
| 14           | 2025年4月5日   | ☆    | 8R 2:07  | TKO     | ジェイソン・カノイ・マニゴス   | フィリピン     |                               |
| テンプレート |                |      |          |         |                                |                |                               |